# Hideous Divinity
Hideous Divinity talijanski je tehnički death metal sastav iz Rima. 

## O sastavu
Sastav je 2007. godine osnovao gitarist Enrico Schettino, inače osnivač i sastava Hour of Penance. Iste godine okuplja postavu te objavljuju demosnimku Sinful Star Necrolatry. Nakon dužeg perioda pauze, 2010. godine nastupaju na nekoliko festivala, te 2011. kreću sa snimanjem prvog studijskog albuma nazvanog Obeisance Rising kojeg je objavila izdavačka kuća Unique Leader. Cijeli album konceptualno je temeljen na znanstveno-fantastičnom hororu Johna Carpentera Oni žive. Idući album, Cobra Verde također je temeljen na istoimenom filmu, njemačkoj drami o fiktivnom trgovcu robljem. Treći album Adveniens objavljuju 2017. te nakon toga potpisuju za diskografsku kuću Century Media pod kojom su objavili svoj zasada posljednji album, Simulacrum 2019. godine. Sastav je često mijenjao postavu, te je kao jedini stalni član od osnutka ostao Schettino.

## Članovi sastava
Sadašnja postava
- Enrico Schettino - gitara (2007.-)
- Enrico "H." Di Lorenzo	- vokal (2010.-)
- Giulio Galati - bubnjevi (2012.-)
- Stefano Franceschini - bas gitara (2013.-)
- Riccardo Benedini - gitara (2019.-)

Bivši članovi
- MM Noisetech - bubnjevi
- Flavio Marun Cardozo - bas gitara (2007. – 2013.)
- Maurizio Montagna - bubnjevi (2007. – 2012.)
- Fabio Bartoletti - gitara (2007. – 2013.)
- Synder	- vokal (2007. – 2010.)
- Antonio Poletti - gitara (2013. – 2015.)
- Giovanni Tomassucci - gitara (2015. – 2019.)

## Diskografija
Studijski albumi
- Obeisance Rising (2012.)
- Cobra Verde (2014.)
- Adveniens (2017.)
- Simulacrum (2019.)

## Vanjske poveznice
- Službena Facebook stranica
- Profil na Metal Archivesu